# Elliott Dexter
Elliott Dexter (né le 29 mars 1870 à Galveston, au Texas, et mort le 23 juin 1941 à Amityville, État de New York) est un acteur américain de la période du muet.

## Filmographie

### Années 1910
- 1915 : Helene of the North : Pierre
- 1915 : The Masqueraders : David Remon
- 1916 : Diplomacy, de Sidney Olcott : Julian Beauclerc
- 1916 : Daphne and the Pirate de Christy Cabanne : Philip de Mornay
- 1916 : Le Cœur de Nora Flynn (The Heart of Nora Flynn), de Cecil B. DeMille : Nolan
- 1916 : The American Beauty : Paul Keith
- 1916 : An International Marriage : John Oglesby
- 1916 : Public Opinion : Gordon Graham
- 1916 : The Victory of Conscience : Prince Dimitri Karitzin
- 1916 : The Lash : Warren Harding
- 1916 : Anice, fille de ferme (The Plow Girl) de Robert Z. Leonard : John Stoddard
- 1917 : Lost and Won : Walter Crane
- 1917 : Castles for Two : Brian O'Neil
- 1917 : The Tides of Barnegat : Dr. John Cavendish
- 1917 : La Bête enchaînée (A Romance of the Redwoods), de Cecil B. DeMille : 'Black' Brown
- 1917 : The Inner Shrine de Frank Reicher : Marquis de Bienville
- 1917 : Stranded in Arcady : Donald Prime
- 1917 : Les Étapes du bonheur (The Rise of Jenny Cushing), de Maurice Tourneur : Donelson Meigs
- 1917 : Sylvia of the Secret Service : Curtis Prescott
- 1917 : The Eternal Temptress : Harry Althrop
- 1917 : Vengeance Is Mine : Dr. Smith
- 1918 : Woman and Wife : Edward Rochester
- 1918 : Le Rachat suprême (The Whispering Chorus) : George Coggeswell
- 1918 : La Proie pour l'ombre (Old Wives for New) de Cecil B. DeMille : Charles Murdock
- 1918 : L'Illusion du bonheur (We Can't Have Everything) : Jim Dyckman
- 1918 : The Girl Who Came Back (en) de Robert G. Vignola : State Senator George Bayard
- 1918 : Women's Weapons : Nicholas Elliot
- 1918 : Le Mari de l'Indienne (The Squaw Man), de Cecil B. DeMille : Jim Wynnegate
- 1919 : Après la pluie, le beau temps (Don't Change Your Husband), de Cecil B. DeMille : James Denby Porter
- 1919 : Maggie Pepper de Chester Withey : Joe Holbrook
- 1919 : Pour le meilleur et pour le pire (For Better, for Worse), de Cecil B. DeMille : Dr. Edward Meade
- 1919 : A Daughter of the Wolf : Robert Draly

### Années 1920
- 1920 : Behold My Wife : Richard Armour
- 1920 : L'amour a-t-il un maître ? (Something to Think About) : David Markely
- 1921 : The Witching Hour : Jack Brookfield
- 1921 : Le cœur nous trompe (The Affairs of Anatol), de Cecil B. DeMille : Max Runyon
- 1921 : Forever (en) : Monsieur Pasquier
- 1921 : Faut-il avouer? (Don't Tell Everything), de Sam Wood : Harvey Gilroy
- 1922 : Grand Larceny : John Annixter
- 1922 : The Hands of Nara : Emlen Claveloux
- 1922 : Enter Madame : Gerald Fitzgerald
- 1923 : An Old Sweetheart of Mine : John Craig, à l'âge adulte
- 1923 : Only 38 : Professor Charles Giddings
- 1923 : Broadway Gold : Eugene Durant
- 1923 : The Common Law : José Querida
- 1923 : La Rançon d'un trône (Adam's Rib), de Cecil B. DeMille : Prof. Nathan Reade
- 1923 : Flaming Youth : Dr. Bobs
- 1924 : By Divine Right (en) : Austin Farrol
- 1924 : The Spitfire de Christy Cabanne : Douglas Kenyon
- 1924 : For Woman's Favor : Howard Fiske
- 1924 : Hello, 'Frisco
- 1924 : The Fast Set : Richard
- 1924 : La Comtesse Olenska (The Age of Innocence) de Wesley Ruggles : Newland Archer
- 1924 : The Triflers : Peter Noyes
- 1925 : This Verdict
- 1925 : Pari tragique (Capital Punishment) : Gordon Harrington
- 1925 : Wasted Lives
- 1925 : The Verdict : Lawyer
- 1925 : Stella Maris : John Risca